# HMS Sovereign (S108)
Pour les autres navires du même nom, voir Sovereign of the Seas.
Pour les autres navires du même nom, voir HMS Royal Sovereign.
Le HMS Sovereign (pennant number : S108) est un sous-marin nucléaire d'attaque britannique de classe Swiftsure de la Royal Navy

## Engagements
La construction du bateau a commencé le 18 septembre 1970. Il a été lancé le 17 février 1973 et mis en service le 11 juillet 1974.
En 1976, le HMS Sovereign a joué un rôle dans l’opération Brisk. Dans le cadre de l’exercice, le sous-marin a fait surface au pôle Nord géographique le 20 octobre 1976, testant les performances des systèmes de navigation et de l’équipement à basse température. Le HMS Sovereign a fait surface le lendemain 21 octobre à mi-chemin entre le pôle Nord géographique et la pointe nord de l’île d'Ellesmere. Brisk était une opération coordonnée entre la Royal Navy et l’Unité d’essai et d’évaluation maritimes des Forces armées canadiennes (MP&EU) de la BFC Summerside, à l’Île-du-Prince-Édouard. MP&EU était dans un projet de six ans d’évaluation de dispositifs de télédétection aéroportés, y compris un radar à visée latérale, un scanner en ligne infrarouge et un profilomètre laser qui ont tous été utilisés pour faire de l’imagerie quand le Sovereign a fait surface à travers la glace.
Le HMS Sovereign a subi un vaste carénage au milieu des années 1990 et a été recommissionné en janvier 1997. Des fissures ont été découvertes dans l’arbre d'hélice lors d’essais en mer post-carénage, et il a été envoyé en juin 1998 à Rosyth pour 14 semaines de réparations d’urgence, avant de retourner à Faslane.
Le HMS Sovereign a été utilisé pour le cours des commandants de sous-marins « Perisher » en juin 1999 ainsi que pour d’autres croisières d’entraînement. Il a participé à l’exercice de l’OTAN « Linked Seas » en mai 2000, opérant dans le golfe de Gascogne.
Au début des années 2000, le HMS Sovereign a été hors service pendant un certain temps en raison de problèmes de réacteur, un défaut qu’il avait en commun avec d’autres navires de sa classe. Bien qu’il soit de retour en service complet en juillet 2005, le sous-marin a été mis hors service en septembre 2006. 
Son dernier déploiement fut l’exercice « Konkan 2006 », un exercice annuel réunissant la marine indienne et la Royal Navy depuis 2004. L’édition 2006 a eu lieu entre le 17 et le 29 mai 2006, débutant au large de Goa et se terminant à Bombay. Le HMS Sovereign faisait partie d’une force opérationnelle de la Royal Navy comprenant le porte-avions HMS Illustrious (R06) avec son groupe aérien embarqué composé de Harrier GR.7A, le destroyer HMS Gloucester (D96), le pétrolier ravitailleur RFA Fort Victoria (A387) et le navire ravitailleur de sous-marins RFA Diligence (A132), plus la frégate française Surcouf (F711).